# Martialis heureka
Martialis heureka je druh mravence. Patří do samostatné podčeledi Martialinae. Dva jedinci byli nalezeni v roce 2000 v půdě tropického pralesa poblíž města Manaus v Brazílii, ale exempláře se později ztratily. Znovunalezen byl tamtéž v roce 2003 a byl popsán v roce 2008.

## Jméno
Rodové jméno mravence odkazuje na planetu Mars, protože druh mravence je natolik zvláštní, jakoby přišel z Marsu. Druhové jméno heureka je podle řeckého heuréka (ηὕρηκα, „Našel jsem to!“) podle zvolání Archiméda.